# Callipallene micracantha
Callipallene micracantha is een zeespin uit de familie Callipallenidae. De soort behoort tot het geslacht Callipallene. Callipallene micracantha werd in 1954 voor het eerst wetenschappelijk beschreven door J.H. Stock. 